# Stanna en stund
Stanna en stund utkom den 3 april år 2000 och är ett samlingsalbum av det svenska dansbandet Lotta Engbergs.

## Låtlista
1. Åh, vad jag älskade dig just då
2. Lyckliga gatan
3. Om jag bara kunde
4. Var rädda om kärleken
5. Ta mig med till världens ände
6. När jag vilar i din famn
7. Tjejer & snubbar, kärringar & gubbar
8. Sången han sjöng var min egen
9. Någonting är på gång
10. Stanna en stund
11. Det finns ingenting att hämta
12. Börjar dagen med en sång